# 尤利安·谢苗诺夫
尤利安·谢苗诺维奇·谢苗诺夫（俄语：Юлиа́н Семёнович Семёнов，1931年10月8日—1993年9月15日），苏联及俄罗斯小说家，他的作品包括《春天里的十七个瞬间》等小说，他成功的塑造了苏联间谍马克西姆·马克西姆维奇·伊萨耶夫（化名施季里茨）的形象。

## 生平
尤利安·谢苗诺维奇·谢苗诺夫于1931年10月8日出生在苏联，1953年毕业于莫斯科东方学学院，1958年发表了自己的第一部作品《外交代表》，1971年发表了著名作品《春天里的十七个瞬间》，1991年苏联解体后成为俄罗斯国民，1993年在俄罗斯逝世。

## 作品
| 发表年份 | 俄语名称 | 汉语译名           | 备注                                               |
| -------- | -------- | ------------------ | -------------------------------------------------- |
| 1963年   |          | 彼得罗夫卡38号     | 侦探小说                                           |
| 1966年   |          | 不需要接头暗号     | 马克西姆·马克西姆维奇·伊萨耶夫（化名施季里茨）系列 |
| 1967年   |          | 旋风少校           | 马克西姆·马克西姆维奇·伊萨耶夫系列                 |
| 1969年   |          | 春天里的十七个瞬间 | 马克西姆·马克西姆维奇·伊萨耶夫系列                 |
| 1971年   |          | 无产阶级专政的宝石 | 马克西姆·马克西姆维奇·伊萨耶夫系列                 |
| 1973年   |          | 西班牙方案         | 马克西姆·马克西姆维奇·伊萨耶夫系列                 |
| 1974年   |          | 抉择               | 马克西姆·马克西姆维奇·伊萨耶夫系列                 |
| 1977年   |          | 塔斯社特派员报告   | 侦探小说                                           |
| 1982年   |          | 对立               | 侦探小说                                           |
| 1982年   |          | 命令你活着         | 马克西姆·马克西姆维奇·伊萨耶夫系列                 |
| 1984年   |          | 扩张1              | 马克西姆·马克西姆维奇·伊萨耶夫系列                 |
| 1984年   |          | 扩张2              | 马克西姆·马克西姆维奇·伊萨耶夫系列                 |
| 1984年   |          | 扩张3              | 马克西姆·马克西姆维奇·伊萨耶夫系列                 |
| 1990年   |          | 绝望               | 马克西姆·马克西姆维奇·伊萨耶夫系列                 |

## 外部連結
- 尤利安·谢苗诺夫文化基金会官网（俄语）